# Amalie Zephyrine de Salm-Kyrburg
Amalie Zephyrine de Salm-Kyrburg (n. 6 martie 1760 – d. 17 octombrie 1841) a fost fiica Prințului Philip Joseph de Salm-Kyrburg (primul prinț de Salm-Kyrburg) și a Mariei Theresa de Hornes, fiica cea mare și moștenitoarea prințului Maximilian de Hornes. A fost străbunica din partea paternă a regelui Carol I al României.

## Biografie
S-a născut la Paris, unde părinții ei, aristocrați germani, s-au instalat în jurul anului 1750. Amalie avea trei surori și un frate, toți mai mari. Ultimul copil al familiei s-a născut 18 luni mai târziu. Amalie a primit educația normală potrivit rangului ei: mai întâi la mănăstirea Port Royal, apoi la cea de la Bellechasse.
În 1782, la cererea părinților ei, ea s-a căsătorit cu Anton Aloys, Prinț de Hohenzollern-Sigmaringen. În primăvara anului 1783, Anton Aloys s-a întors la Sigmaringen; soția lui, care era însărcinată, a preferat să nu riște să piardă sarcina pe drumuri proaste într-o călătorie atât de lungă. Decesul subit al mamei a declanșat nașterea prematură a copilului lor, care a murit după trei zile. Anul următor, Amalie merge la Sigmaringen, reședința soțului ei.
Totuși, noul oraș nu a fost pe gustul ei și la zece săptămâni după nașterea fiului ei Karl s-a întors în 1785 în orașul ei natal, Paris. Acolo, fratele ei care va deveni Prințul Frederic al III-lea, s-a ocupat cu construcția hotelului de Salm ca reședința din Paris a familiei Salm-Kyrburg și un loc de întâlnire pentru mulți membri ai înaltei nobilimii. 
În timpul Revoluției franceze, fratele său Frederic al III-lea și iubitul ei, Alexandre de Beauharnais au fost ghilotinați, dar Amalie Zephyrine a știut cum să supraviețuiască revoluției. În 1797, ea a cumpărat cimitirul în care fratele și iubitul ei au fost îngropați într-un mormânt de masă. În ciuda a tot, prințesa a menținut relații bune cu o serie de figuri influente ale Revoluției, cum ar fi Charles-Maurice de Talleyrand și Josephine de Beauharnais, văduva iubitului ei Alexandre și viitoarea soție a lui Napoleon Bonaparte.
Câțiva ani mai târziu, Amalie Zephyrine a folosit cu succes contactele sale la curtea lui Napoleon pentru a menține suveranitatea principatului său de Sigmaringen. Ea a devenit tutorele nepotului ei Frederic al IV-lea de Salm-Kyrburg (1789-1859), care a devenit Prinț de Salm-Kyrburg în 1794. Condiția lui Napoleon pentru a salva principatul de Sigmaringen a fost ca fiul ei, Karl, să se căsătorească cu Antoinette Murat, nepoata lui Joachim Murat. Pentru familia Hohenzollern-Sigmaringen a fost o căsătorie greu de acceptat (Antoinette era fiica unui cârciumar), însă mariajul a fost unul fericit. S-au născut patru copii, între care și Karl Anton, tatăl viitorului rege Carol I al României.
După douăzeci de ani la Paris, prințesa s-a întors în 1822 la Hohenzollern-Sigmaringen, unde inițial a locuit într-o anexă a fostei mănăstiri Inzigkofen și mai târziu într-o reședință numit Prinzenbau, pe care soțul ei a construit-o pentru ea la Sigmaringen. Amalie era foarte iubită, dădea regulat pomeni celor săraci, ajuta școlile și, de asemenea, a înființat un institut de formare pentru tinerele fete. A murit la vârsta de 81 de ani înconjurată de familie.
O stâncă în Donautal în Hohenzollern-Sigmaringen este numită Amalienfelsen după ea.